# Maria dalle Carceri
Maria dalle Carceri était une noble latine de Grèce centrale active au début du XIVe siècle.

## Biographie
Maria dalle Carceri était membre d'une famille lombarde s'étant installée en Eubée à la suite de la quatrième croisade ; son père Gaetano était seigneur de la moitié du tiers nord de Négrepont, sa mère Agnese Navigaioso appartenait à une importante famille de l'empire latin de Constantinople.
Elle épousa le marquis de Bodonitza Alberto Pallavicini, qui mourut à la bataille d'Halmyros le 15 mars 1311. Elle se remaria ensuite avec le Vénitien Andrea Corner, seigneur de Karpathos. Conformément aux Assises de Romanie, elle conserva la moitié du marquisat en tant que douaire, l'autre moitié allant à sa belle-fille Guglielma.
Elle mourut sans descendance et son héritage (la moitié du tiers nord de Négrepont) fut occupé par son cousin Pietro dalle Carceri avant juin 1322.